# Larkton
Larkton – wieś w Anglii, w hrabstwie ceremonialnym Cheshire, w dystrykcie (unitary authority) Cheshire West and Chester. Leży 17 km na południowy wschód od miasta Chester i 250 km na północny zachód od Londynu. W 2001 miejscowość liczyła 28 mieszkańców.